# 地山雀

地山雀（学名：Pseudopodoces humilis），屬於山雀科地山雀属的單屬種，分布于印度、中国大陆和尼泊尔。该物种的保护状况被评为无危。過去稱作褐背拟地鸦，屬於鸦科拟地鸦属的單屬種，但新近的研究對其進行全基因組的比對，研究結果從基因組水平確認了地山雀是“山雀”而非“鴉”，並初步揭示了該物種適應青藏高原極端環境的遺傳印跡。

## 分布
地山雀的平均体重约为45.5克。栖息地包括温带草原、亚热带或热带的高海拔草原、亚热带或热带的高海拔疏灌丛和牧草地，常栖息于地面、在宽阔的草原上觅食以及易见于鼠兔居住或居住过的地方。该物种的模式产地在新疆莎车桑珠山口。